# 安東尼·維特斯
安東尼·奇夫·「托尼」·維特斯（英語：Anthony Keith Waiters；1937年2月1日—2020年11月10日）是一名英格蘭退役足球員及教練，在場上擔任守門員。他曾帶領加拿大男足晉級1986年國際足協世界盃決賽圈——這也是加拿大男足第一次進入世界盃決賽圈。